# Bajia, Guangdong
Bajia (kinesiska: 八甲) är en köping i sydöstra Kina. Det ligger i Yangchun i staden Yangjiang i provinsen Guangdong, omkring 230 kilometer sydväst om provinshuvudstaden Guangzhou. Antalet invånare är 49 091. Befolkningen består av 23 815 kvinnor och 25 276 män. Barn under 15 år utgör 23,0 %, vuxna 15-64 år 63 %, och äldre över 65 år 12,0 %.